# 滑川市立田中小学校
滑川市立田中小学校（なめりかわしりつ たなかしょうがっこう）は富山県滑川市にある公立小学校。
現校舎とは別に木造の旧校舎が一部残されている。木造校舎としては2018年現在、富山県内で唯一とされている。

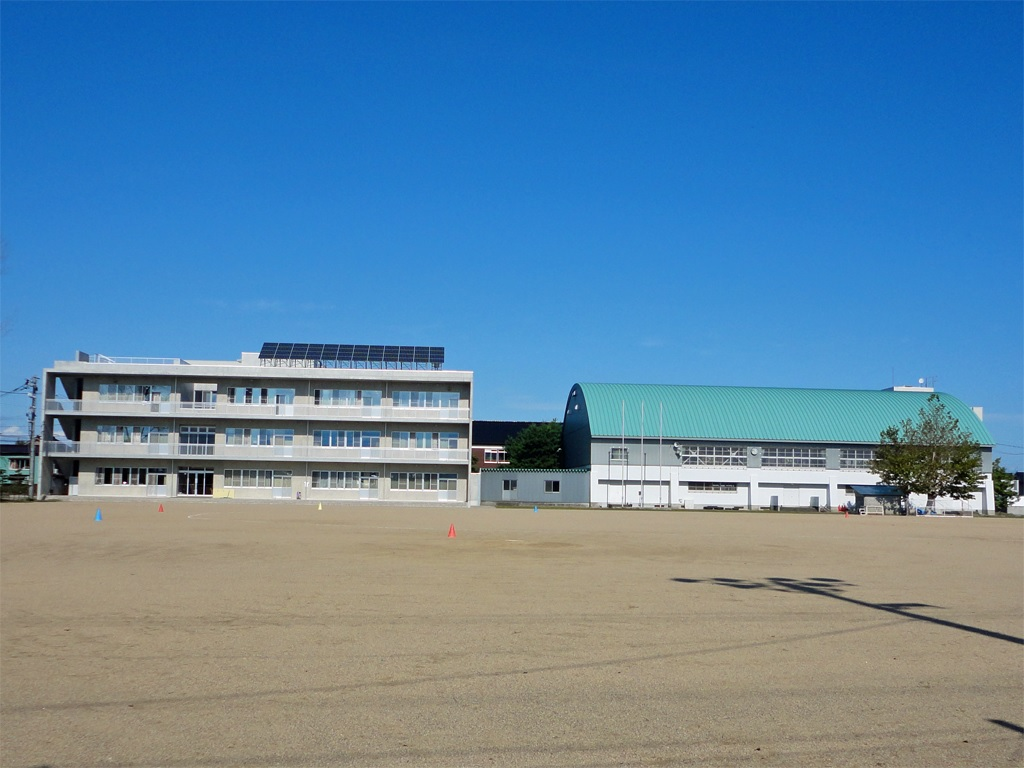
校舎全景

## 沿革
- 1873年9月 - 創立。
- 1936年 - 木造校舎完成[2]。
- 1947年 - 昭和天皇が来校[2]。
- 2014年 - 鉄筋コンクリート造の新校舎が隣接して完成。旧校舎は北側を除き解体（北側は地元からの要望により記念館として残された）[2]。
- 2016年 - 旧校舎が国登録有形文化財に登録される[2]。

## 通学区域
高月西部、高月東部、高月南台、魚躬、領家町、緑町、加島町1区、2区、3区、幸町、河端町、瀬横町、浜町、雪島区、田中町、田中新町の一部、菰原、下島町、下梅沢新町、下梅沢の一部

## 進学先
- 滑川市立滑川中学校

## 周辺
- 富山県道144号黒川滑川線
- 富山県道151号辻滑川線
- 富山地方鉄道本線